# Abelardo de Carlos
Abelardo de Carlos y Almansa (Cádiz, 3 de noviembre de 1822-Madrid, 8 de abril de 1884) fue un empresario y escritor español, propietario de diversas publicaciones periódicas importantes del siglo xix.

## Biografía
Nacido en Cádiz el 3 de noviembre de 1822, en su juventud se trasladó a Málaga y a La Habana para retornar de nuevo a su ciudad natal y se encargó de dirigir su primera publicación periódica, La Revista Médica, más tarde se hizo con otra publicación, La Moda Elegante e Ilustrada (1849-1927). Abelardo de Carlos se casó en primeras nupcias con Dolores Hierro Rodríguez en Cádiz en 1876, con la que tuvo una descendencia de unos nueve hijos (de su primer matrimonio): Eloisa, Abelardo, José, Isidoro, Aurelio, Alfredo, Guillermo, Eugenio, Trinidad y Milagros. Se casó en segundas nupcias en 1879 con Mª Juana Colmenero.
Su publicación La Moda Elegante e Ilustrada siguió imprimiéndose en Cádiz hasta 1868, en la que se trasladó la edición a Madrid, con el núcleo de las empresas de Abelardo de Carlos. Por aquellas fechas ya estaba comenzando con la que habría de ser su publicación más importante, La Ilustración Española y Americana.
En aquel momento la publicación ilustrada más importante era El Museo Universal. De Carlos, ya trasladado a Madrid en 1869, entra en contacto con los fundadores de El Museo Universal, a quienes propone la compra de la publicación, que estaba en crisis. Adquirió la propiedad de esta publicación y la convirtió en La Ilustración Española y Americana.
Abelardo de Carlos no descuidó nunca la calidad de las ilustraciones de la publicación contando con dibujantes de la talla de Bernardo Rico, Alejandro Ferrant, Juan Comba, José Luis Pellicer y un largo etcétera, al igual que los escritores que eran de destacada fama. De Carlos, hábil empresario contrató a escritores que en la sombra ejercían el trabajo final, como José de Castro y Serrano, escritor que llegó a ser académico de la lengua.
El 14 de octubre de 1872 el edificio donde se imprimía, junto con La Moda Elegante e Ilustrada, la imprenta Tomás Fontanet, se derrumbó causando tres víctimas mortales. Encargando de Carlos la construcción de una nueva imprenta mucho más moderna y avanzada para la época.
Durante el espacio de dos años, entre 1874 y 1875 publicó otra revista El Bazar, aunque inferior en calidad de papel y tamaño a La Ilustración Española y Americana. En nombre de esta última además se organizaron durante el siglo XIX diversos concursos con el fin de captar nuevos escritores o pintores. Llegando estos concursos o certámenes a considerarse tan importantes en este siglo que solo eran superados por las Exposiciones Nacionales de Bellas Artes de España concertadas por el gobierno.
Abelardo de Carlos deja en 1881 la dirección de las revistas y nombra director de La Ilustración Española y Americana a su hijo Abelardo José de Carlos y Hierro. En 1882 tiene lugar una ampliación de capital de la empresa y pasan a formar parte de la empresa de su otro hijo Isidoro de Carlos Hierro. A la muerte de Don Abelardo sucedida el 8 de abril de 1884, el capital de la empresa ascendía a la cifra de 1.250.000 pesetas.

## Legado
La estancia de su hijo Abelardo José como director de la revista duró hasta 1898, mandato bajo el cual se publicaron las primeras fotografías en La Ilustración Española y Americana, así como las primeras ilustraciones en color. Le sucedió en la dirección Alejandro Moreno y Gil, su cuñado, hasta la venta en diciembre de 1914 a Rafael Picavea. Tras esta última venta, bajó la calidad de la misma hasta el punto de rescatar grabados antiguos, con el desvanecido fin de intentar atraer a la clientela que había marchado a otras publicaciones periódicas como Blanco y Negro de Luca de Tena o la recién aparecida La Esfera.
En el año 1921, finalmente, desapareció con La Ilustración Española y Americana una de las publicaciones periódicas más importantes del siglo XIX y principios del XX. Y que marcó la transición gráfica a la fotográfica de España, cronista del periodo español de la Restauración.